# Adelardo Rodríguez
Adelardo Rodríguez Sánchez eller bare Adelardo (født 26. september 1939 i Badajoz, Spanien) er en spansk tidligere fodboldspiller (midtbane).
Efter at have startet sin karriere hos CD Badajoz i sin fødeby skiftede Adelardo i 1959 til Atlético Madrid, hvor han spillede resten af sin karriere, i hele 17 sæsoner. Han nåede at spille mere end 400 ligakampe for klubben, og var med til at vinde adskillige titler, blandt andet tre spanske mesterskaber, fem Copa del Rey-titler, samt Pokalvindernes Europa Cup i 1962.
Adelardo spillede desuden 14 kampe for det spanske landshold. Han var en del af den spanske trup til både VM 1962 i Chile, samt VM 1966 i England. Han spillede én kamp i begge turneringer.

## Titler
La Liga
- 1966, 1970 og 1973 med Atlético Madrid

Copa del Rey
- 1960, 1961, 1965, 1972 og 1976 med Atlético Madrid

Pokalvindernes Europa Cup
- 1962 med Atlético Madrid

Intercontinental Cup
- 1974 med Atlético Madrid